# Al-ʿUtbī
Muḥammad ibn Aḥmad al-ʿUtbī (arabisch العتبي; gestorben 869) aus  Córdoba in Andalusien war ein malikitischer Gelehrter. Er war ein Schüler der Córdobeser Gelehrten Yaḥyā ibn Yaḥyā al-Layṯī und Abd al-Malik ibn Habīb, des Verfassers des malikitischen Rechtswerkes (الواضحة / al-Wāḍiḥa) und anderer Schriften. Al-ʿUtbī unternahm Reisen nach Ägypten und Qairawān.

## al-ʿUtbīya
Er ist der Verfasser des Werkes al-mustaḫraǧa, einer frühen Kompilation von Rechtsfragen der malikitischen Jurisprudenz, nach ihrem Autor auch als al-ʿUtbīya bekannt. Abū l-Walīd ibn Ruschd schrieb einen Kommentar dazu.